# Everybody Digs Bill Evans
Everybody Digs Bill Evans (с англ. — «Всем нравится Билл Эванс») — студийный альбом американского джазового пианиста Билла Эванса, выпущенный Riverside Records в начале 1959 года.

## Особенности
Everybody Digs Bill Evans стал вторым альбомом артиста, записанным спустя два года после дебюта New Jazz Conceptions. Альбом был записан вскоре после ухода Эванса из секстета Майлза Девиса. Несмотря на усилия продюсера Оррина Кипньюса сделать запись ранее, самокритичный Эванс считал, что «не мог сказать ничего нового» до записи этого альбома.
В записи приняла участие ритм-секция в составе барабанщика Филли Джо Джонса и контрабасиста Сэма Джонса, которые не являются родственниками.

## Обложка
На обложке пластинки крупным шрифтом отображены высказывания известных джазменов об Эвансе, своеобразные рекомендации слушателям. Майлз Дэвис, в частности, сказал: 
Я уверен, что многому научился у Билла Эванса. Он играет на пианино именно так, как надо играть.
 Об Эвансе высказались также Джордж Ширинг, Ахмад Джамал и Джулиан Кэннонболл Эддерли. Продюсер записи Оррин Кипньюс в аннотации на обороте конверта объяснил причину появления высказываний: 
Эта необычная обложка альбома создана специально для того, чтобы прояснить потрясающий факт о Билле Эвансе: этот чрезвычайно талантливый молодой пианист уже стал объектом восхищения и уважения для некоторых самых высокоценящихся в джазовом мире музыкантов и, в то же время, остается практически неизвестным широкой публике. Эти четыре крупных знаменитости, подписавшиеся под своими похвалами Эвансу, на самом деле были выбраны из целого списка музыкантов - ценителей Эванса, и список этот гораздо длиннее.

## Список композиций
| №   | Название                       | Длительность |
| --- | ------------------------------ | ------------ |
| 1.  | «Minority»                     |              |
| 2.  | «Young and Foolish»            |              |
| 3.  | «Lucky to Be Me»               |              |
| 4.  | «Night and Day»                |              |
| 5.  | «Epilogue (Take 1)»            |              |
| 6.  | «Tenderly»                     |              |
| 7.  | «Peace Piece»                  |              |
| 8.  | «What Is There to Say?»        |              |
| 9.  | «Oleo»                         |              |
| 10. | «Epilogue»                     |              |
| 11. | «Some Other Time» (бонус-трек) |              |

## Участники
- Билл Эванс — фортепиано
- Сэм Джонс — контрабас
- Филли Джо Джонс — ударные